# Erol Alkan
Erol Alkan (Ur. 30 maja 1975) – londyński DJ electro, turecko-cypryjskiego pochodzenia.

## Dyskografia

### Oryginalne wydania
- 2009: Waves / Death Suite (w duecie z Boys Noize)
- 2009: Waves (Chilly Gonzales Piano Rework)
- 2010: Lemonade / Avalanche (w duecie z Boys Noize)
- 2012: Roland Rat (w duecie z Boys Noize)

### Produkcja
- 2008: Mystery Jets – "Twenty One"
- 2008: The Long Blondes – "Couples"
- 2008: Late of the Pier – "Fantasy Black Channel"

### Remiksy
- 2004: Mylo – "Drop The Pressure"
- 2004: Alter Ego - "Rocker"
- 2004: Death from Above 1979 – "Romantic Rights"
- 2005: The Chemical Brothers – "Believe"
- 2005: Bloc Party – "She’s Hearing Voices"
- 2005: Mystery Jets – "Zoo Time"
- 2006: Franz Ferdinand – "Do You Want To"
- 2006: Hot Chip – "Boy From School"
- 2006: Daft Punk – "The Brainwasher"
- 2006: Riton - "Squaque Eyes"
- 2006: Klaxons – "Atlantis to Interzone"
- 2006: Justice – "Waters of Nazareth"
- 2006: Scissor Sisters – "I Don’t Feel Like Dancin’"
- 2007: Klaxons – "Golden Skans"
- 2007: Digitalism – "Jupiter Room"
- 2007: Interpol – "Mammoth"
- 2007: La Priest - "Engine"
- 2008: Fan Death - "Veronica's Veil"
- 2008: ZZT - "The Worm"
- 2008: SebastiAn – "Momy"
- 2009: Yeah Yeah Yeahs – "Zero"
- 2010: Chilly Gonzales – "Never Stop"
- 2012: Justice – "Cannon"

### Remiksy As Beyond The Wizards Sleeve
- 2006: Peter Bjorn And John – "Young Folks"
- 2006: Dust Galaxy - "Come Hear The Trumpets"
- 2006: Midlake - "Roscoe"
- 2007: Findlay Brown - "Losing The Will To Survive"
- 2007: Tracey Thorn - "Raise The Roof"
- 2007: Badly Drawn Boy - "Promises"
- 2007: The Chemical Brothers – "Battle Scars"
- 2008: The Real Ones - "Outlaw"
- 2008: Late Of The Pier – "The Bears Are Coming"
- 2008: Goldfrapp – "Happiness"
- 2008: Simian Mobile Disco – "Love"
- 2009: Franz Ferdinand – "Ulysses"
- 2010: De De Mouse - "Station To Stars"

### Miksy & Kompilacje
- 2001: Trash Companion #1
- 2003: One Louder (Muzik Covermount)
- 2004: A Bugged Out Mix
- 2006: Disco 2006 (Mixmag Covermount)
- 2008: Ark 1 (As Beyond The Wizard’s Sleeve)
- 2009: Re-Animations Volume 1 (As Beyond The Wizard’s Sleeve)